# フワル・フシャエータ
フワル・フシャエータ (Hvar Χšaēta) は、ゾロアスター教において崇拝される太陽神。中級神ヤザタに分類される。
フワル・フシャエータはアヴェスター語形で、パフラヴィー語形ではフワルシェード ( hwlšyt| : Hvaršēd 〜 Χvaršēd)、現代ペルシア語でホルシード ( خورشيد khorshīd ＜ Ḫvaršīd) という。いずれも輝ける太陽の意。
このhvarはサンスクリット語の√svarにあたり、インド神話の太陽神スーリヤの名と同語源である。
彼は天空から地上の全てを見下ろす太陽であり、「アフラ・マズダーの眼」と呼ばれる。その光は全てを浄化し、もし太陽が昇らなければ悪神は世界の全てを蹂躙し、善神達はそれに抵抗出来ないとすら言われる。
中世には、太陽への一日三度の礼拝がゾロアスター教徒の日課とされるほどの信仰を得た。